# Golden goal
Golden goal eller sudden death er en metode til at afgøre en sportskamp. Hvis kampen efter ordinær spilletid er endt uafgjort og det af hensyn til turneringsformen er nødvendigt at finde en vinder, fortsættes kampen indtil det ene hold scorer. Det scorende hold bliver så vinder af kampen.
Såfremt der ikke scores indenfor et nærmere bestemt tidsrum kan spillet stoppes og kampen afgøres på anden vis f.eks. ved straffesparkskonkurrence.
Golden goal betyder gyldent mål og hentyder til at det scorede mål bringer holdet videre i turneringen mod guldet. Sudden death betyder pludselig død og hentyder til at det hold der scores imod mister retten til fortsat deltagelse i turneringen. Golden Goal er mere eller mindre afløst af silver goal.
Sudden death er et begreb der primært bruges i ishockey. Her vil man typisk i slutspilskampe – med undtagelse af VM i ishockey og andre internationale turneringer – fortsætte spillet i perioder á 20 minutter indtil der scores. Der er således i teorien ikke nogen øvre grænse for hvor lang tid kampen kan vare. Den længste kamp i NHL blev spillet i 1936 i Stanley Cup-slutspillet mellem Montreal Canadiens og Detroit Red Wings. Kampen endte 1-0 til Detroit da det afgørende mål blev scoret i den sjette overtidsperiode efter i alt 176 minutter og 30 sekunders spil.